# Miroslav Salava
Miroslav Salava (14. leden 1960 Praha – 4. duben 2016 Praha) byl český básník a výtvarník. Od 1983 až do 2016 byl zaměstnán jako knihovník v Národní knihovně. Debutoval roku 1989 v samizdatovém sborníku Básně, spoluautoři Bohdan Chlíbec, Pavel Kolmačka a Evald Murrer. Oficiální prvotinou byla v roce 1995 sbírka Mé baroko.

## Poezie
- Mé baroko (Aula, Praha 1995)
- Krev můry (Petrov, Brno 1997)
- Zarakvití  (Petrov, Brno 1999)
- Rozervárny a lihotvary (Petrov, Brno 2002)
- Pětipěstí (Aula, Mladá fronta, Praha 2006)
- Bílý vůl  (Protis, Praha 2006)
- Zabít se tiše (Druhé město, Brno 2008)
- Pohyb pochyb (Protis, Praha 2008)
- V honitbě boží (vlastním nákladem, 2009)
- V honitbě boží a jiné básně (KANT Aula, Praha 2012)
- Obloha jak od Emila Nolde (vlastním nákladem, 2002)
- Je maigris et la mort m’arrondit (Fissile, Cabannes 2019), překlad Petr Zavadil a Cédric Demangeot